# Domedagsklockan
Domedagsklockan är en symbolisk klocka som sedan 1947 uppdateras av styrelsen för Bulletin of the Atomic Scientists vid University of Chicago. Klockan symboliserar hur nära mänskligheten är en global katastrof som till exempel ett kärnvapenkrig, genom att ange hur många minuter till midnatt klockan står. Midnatt anger utbrottet av en fullskalig konflikt med kärnvapen. Sedan 2007 har mer och mer fokus fästs vid klimatförändringarna, även om det primära globala säkerhetshotet fortfarande torde vara kärnvapenkrig. 
Klockan startades under kalla krigets tidigaste period och stod då på sju minuter till midnatt. Det närmsta klockan varit midnatt är 1 minut och 29 sekunder från och det mest avlägsna 17 minuter från. Klockan har dock inte alltid varit helt uppdaterad; Kubakrisen, som ofta anses vara det närmsta världen någonsin varit en kärnvapenkonflikt, passerade för snabbt för att klockan skulle hinna uppdateras.
Domedagsklockan justerades senast i januari 2025. Den står just nu på åttionio sekunder från midnatt, vilket är det närmsta klockan varit midnatt.

## Årtal då klockan flyttats
- 1949 till tre minuter till midnatt. Det året testade Sovjetunionen sin första atombomb.
- 1953 till två minuter till midnatt. Både USA och Sovjetunionen testar kärnvapen.
- 1960 till sju minuter till midnatt. Folket börjar få en uppfattning om hur omfattande en kärnvapenkatastrof skulle vara.
- 1963 till tolv minuter till midnatt. USA och Sovjetunionen skriver ett avtal om att inte göra kärnvapentest annat än under jorden.
- 1968 till sju minuter till midnatt. Frankrike och Kina inskaffar och testar kärnvapen. Dessutom pågick kapprustning i Vietnam, Mellanöstern och Indien.
- 1969 till tio minuter till midnatt. USA skriver ett avtal som hindrar spridningen av kärnvapen.
- 1972 till tolv minuter till midnatt. USA och Sovjetunionen skriver under ABM-avtalet som radikalt minskade på användningen av antiballistiska missiler.
- 1974 till nio minuter till midnatt. USA och Sovjetunionen skriver under SALT II-avtalet men Indien testar ett kärnvapen.
- 1980 till sju minuter till midnatt. Minimal kontakt mellan USA och Sovjetunionen. Terroristattacker och inbördeskrig runt om världen.
- 1981 till fyra minuter till midnatt. Kapprustningen ökar. Konflikter i Afghanistan, Sydafrika och Polen.
- 1984 till tre minuter till midnatt. Kapprustningen ökar.
- 1988 till sex minuter till midnatt. USA och Sovjetunionen skriver under att avtal för att minska på kärnvapnen.
- 1990 till tio minuter till midnatt. Berlinmuren föll och det kalla kriget börjar närma sig slutet.
- 1991 till sjutton minuter till midnatt. Fem månader före Sovjetunionens fall skriver man ett avtal för att än en gång reducera kärnvapenarsenalerna.
- 1995 till fjorton minuter till midnatt. Avstannande avrustning och oro för terroristtillgång av ryska kärnvapen.
- 1998 till nio minuter till midnatt. Indien och Pakistan testar kärnvapen.
- 2002 till sju minuter till midnatt. USA drar sig ur ABM-avtalet. Terrorister försöker komma över kärnvapen
- 2007 till fem minuter till midnatt. Ökad global oro över Irans kärnvapenambitioner och en kärnvapenprovsprängning utförd av Nordkorea. De experter som utvärderar potentiella faror gentemot mänskligheten lägger till klimatförändringar som ytterligare ett av de största hoten mot civilisationen.
- 2010 till sex minuter till midnatt. Ökat internationellt samarbete för att minska på kärnvapenarsenaler och för att motverka klimatförändringen.
- 2012 till fem minuter till midnatt. Minskade framsteg för att minska på kärnvapenarsenaler och för att motverka klimatförändringen.
- 2015 till tre minuter till midnatt. Fortsatt brist på åtgärder för att hantera klimatfrågan, kärnvapenarsenaler, samt försämrade relationer mellan Ryssland och USA under krisen i Ukraina.
- 2017 till två och en halv minut till midnatt. President Donald Trump har gjort oroväckande uttalanden gällande kärnvapen.
- 2018 till två minuter till midnatt. Världsledare har misslyckats med hanteringen av kärnvapen- och klimathotet. Stora kärnvapenmakter står i begrepp att börja kapprusta.
- 2020 till en minut och 40 sekunder till midnatt.
- 2023 till 90 sekunder till midnatt. Kriget i Ukraina fortgår och leder bland annat till en ökad rädsla för användande av kärnvapen.[2]
- 2025 till 89 sekunder till midnatt.